# 中村三郎 (地方公務員)
中村 三郎（なかむら さぶろう、1948年または1949年 - ）は、日本の地方公務員、鉄道実業家。神戸新交通社長、神戸市副市長、神戸市社会福祉協議会理事長を歴任。瑞宝小綬章受章。

## 経歴
神戸大学法学部（夜間）卒業。神戸市役所入庁、同市保健福祉局長、2007年 (平成19年) 4月 同職を桜井誠一と交代し大麻博範の後任として企画調整局長。神戸市役所を退職し、神戸新交通代表取締役社長。
2009年11月 梶本日出夫と鵜崎功の後任として小柴善博とともに神戸市副市長就任。2013年11月 玉田敏郎と鳥居聡を後任に小柴とともに任期満了退任。社会福祉法人神戸市社会福祉協議会理事長、兵庫県ユニセフ協会常務理事。

## 栄典
- 2021年4月 令和3年春の叙勲で地方自治功労により瑞宝小綬章を受章[1]